# Danh sách đĩa nhạc của 2NE1
Danh sách các đĩa nhạc của 2NE1

## Album

### Album phòng thu
| Tên       | Chi tiết album                                                                                          | Vị trí cao nhất | Vị trí cao nhất | Vị trí cao nhất | Vị trí cao nhất | Doanh số                                  |
| Tên       | Chi tiết album                                                                                          | Hàn             | Nhật            | Mỹ              | Mỹ World        | Doanh số                                  |
| --------- | --- | --------------- | --------------- | --------------- | --------------- | ----------------------------------------- |
| To Anyone | - Phát hành: 9 tháng 9 năm 2010 - Hãng: YG, Korea - Định dạng: CD, tải nhạc, phát trực tuyến            | 1               | 27              | —               | 7               | - Hàn: 164,105 - Nhật: 17,000             |
| Crush     | - Phát hành: 26 tháng 2 năm 2014 - Hãng: YG, KT Music, Korea - Định dạng: CD, tải nhạc, phát trực tuyến | 2               | 4               | 61              | 2               | - Hàn: 70,229 - Nhật: 37,000 - Mỹ: 10,000 |

### Album tuyển tập
| Tên                                  | Chi tiết album                                                                           | Vị trí cao nhất | Doanh số       |
| Tên                                  | Chi tiết album                                                                           | Nhật            | Doanh số       |
| ------------------------------------ | ---------------------------------------------------------------------------------------- | --------------- | -------------- |
| Collection                           | - Phát hành: 28 tháng 3 năm 2012 - Hãng: YGEX - Định dạng: CD, tải nhạc, phát trực tuyến | 5               | - Nhật: 42,300 |
| 2NE1 Best Collection -Korea Edition- | - Phát hành: 10 tháng 12 năm 2014 - Label: Avex - Format: Tải nhạc                       | —               | Nhật: 7,200    |

### Album trực tiếp
| Tên                                                                 | Chi tiết album                                                                                        | Vị trí cao nhất | Vị trí cao nhất | Doanh số                                                                         |
| Tên                                                                 | Chi tiết album                                                                                        | Hàn             | Nhật            | Doanh số                                                                         |
| ------------------------------------------------------------------- | --- | --------------- | --------------- | -------------------------------------------------------------------------------- |
| 2NE1 1st Live Concert (Nolza!)                                      | - Phát hành: 23 tháng 11 năm 2011 - Hãng: YG Entertainment - Định dạng: LP, tải nhạc, phát trực tuyến | 4               | 134             | - Nhật: 1,900                                                                    |
| 2012 2NE1 Global Tour: New Evolution (Live in Seoul)                | - Phát hành: 4 tháng 12 năm 2012 - Hãng: YG Entertainment - Định dạng: LP, tải nhạc, phát trực tuyến  | 5               | 195             | - TC: 60,000 (tính đến tháng 9 2014) - Hàn: 30,000 - Nhật: 20,000 - Trung: 6,000 |
| 2014 2NE1 World Tour: All or Nothing (Live in Seoul)                | - Phát hành: 23 tháng 5 năm 2014 - Hãng: YG Entertainment - Định dạng: LP, tải nhạc, phát trực tuyến  | 5               | 209             | - Hàn: 4,100 - Nhật: 400                                                         |
| "—" tức là bản phát hành không xếp hạng hay được phát hành tại đây. | |                 |                 |                                                                                  |

## Đĩa mở rộng
| Tên                                                                 | Chi tiết đĩa mở rộng                                                                                                 | Vị trí cao nhất | Vị trí cao nhất | Vị trí cao nhất | Vị trí cao nhất | Doanh số                      |
| Tên                                                                 | Chi tiết đĩa mở rộng                                                                                                 | Hàn             | Nhật            | Mỹ Heat         | Mỹ World        | Doanh số                      |
| ------------------------------------------------------------------- | --- | --------------- | --------------- | --------------- | --------------- | ----------------------------- |
| 2NE1                                                                | - Phát hành: 8 tháng 7 năm 2009 - Hãng: YG, Rhythm Zone - Định dạng: CD, đĩa than, tải nhạc, phát trực tuyến         | 1               | 24              | —               | —               | - Hàn: 170,625 - Nhật: 17,200 |
| 2NE1 (Nolza)                                                        | - Phát hành: ngày 28 tháng 7 năm 2011 - Label: YG Entertainment - Định dạng: CD, đĩa than, tải nhạc, phát trực tuyến | 1               | 1               | 34              | 4               | - Hàn: 115,819 - Nhật: 75,200 |
| "—" tức là bản phát hành không xếp hạng hay được phát hành tại đây. | |                 |                 |                 |                 |                               |

## Đĩa đơn

### Hát chính
| Tên                                                           | Năm  | Vị trí cao nhất | Vị trí cao nhất | Vị trí cao nhất | Vị trí cao nhất | Vị trí cao nhất | Vị trí cao nhất | Doanh số                       | Album                     |
| Tên                                                           | Năm  | Hàn             | Hàn             | Nhật            | Nhật            | Pháp            | Mỹ World        | Doanh số                       | Album                     |
| Tên                                                           | Năm  | Gaon            | Hot 100         | Oricon          | Hot 100         | Pháp            | Mỹ World        | Doanh số                       | Album                     |
| ------------------------------------------------------------- | ---- | --------------- | --------------- | --------------- | --------------- | --------------- | --------------- | ------------------------------ | ------------------------- |
| "Lollipop" (với Big Bang)                                     | 2009 | —               | —               | —               | —               | —               | —               | - Hàn: 3,000,000               | 2NE1                      |
| "Fire"                                                        | 2009 | —               | —               | —               | —               | —               | —               |                                | 2NE1                      |
| "I Don't Care"                                                | 2009 | —               | —               | —               | —               | —               | —               | - Hàn: 4,729,273               | 2NE1                      |
| "Try to Follow Me" (날 따라 해봐요)                           | 2010 | 1               | —               | —               | —               | —               | —               | - Hàn: 1,703,377               | To Anyone                 |
| "Clap Your Hands" (박수쳐)                                    | 2010 | 3               | —               | —               | —               | —               | 4               | - Hàn: 1,841,485               | To Anyone                 |
| "Go Away"                                                     | 2010 | 1               | —               | —               | —               | —               | 6               | - Hàn: 2,869,291               | To Anyone                 |
| "Can't Nobody"                                                | 2010 | 2               | —               | —               | —               | —               | 2               | - Hàn: 2,545,160               | To Anyone                 |
| "It Hurts (Slow)" (아파)                                      | 2010 | 4               | —               | —               | —               | —               | 7               | - Hàn: 1,840,074               | To Anyone                 |
| "Lonely"                                                      | 2011 | 1               | —               | —               | —               | —               | —               | - Hàn: 3,040,386               | 2NE1 (Nolza)              |
| "I Am the Best" (내가 제일 잘 나가)                           | 2011 | 1               | 21              | —               | —               | 61              | 1               | - Hàn: 3,651,605 - Mỹ: 125,000 | 2NE1 (Nolza)              |
| "Hate You"                                                    | 2011 | 3               | 14              | —               | —               | —               | 2               | - Hàn: 2,577,420               | 2NE1 (Nolza)              |
| "Ugly"                                                        | 2011 | 1               | 3               | —               | 18              | —               | 2               | - Hàn: 3,299,093               | 2NE1 (Nolza)              |
| "Go Away" (Japanese version)                                  | 2011 | —               | —               | 12              | 14              | —               | —               | - Nhật: 40,000 (ĐC.)           | Collection                |
| "Scream" (Japanese version)                                   | 2012 | —               | —               | 14              | 18              | —               | —               | - Nhật: 7,000 (ĐC.)            | Collection                |
| "I Love You"                                                  | 2012 | 1               | 1               | —               | —               | —               | 3               | - Hàn: 2,835,973 - Mỹ: 5,000   | Đĩa đơn không thuộc album |
| "I Love You" (Japanese version)                               | 2012 | —               | —               | 5               | 29              | —               | —               | - Nhật: 15,700 (Đ.C)           | Crush                     |
| "Falling in Love"                                             | 2013 | 1               | 2               | —               | —               | —               | 4               | - Hàn: 885,446                 | Non-album singles         |
| "Do You Love Me"                                              | 2013 | 3               | 2               | —               | —               | —               | 4               | - Hàn: 638,002                 | Non-album singles         |
| "Missing You" (그리워해요)                                    | 2013 | 1               | 2               | —               | —               | —               | 2               | - Hàn: 1,083,310               | Non-album singles         |
| "Come Back Home"                                              | 2014 | 1               | 2               | —               | —               | —               | 4               | - Hàn: 1,294,905               | Crush                     |
| "Gotta Be You" (너 아님 안돼)                                 | 2014 | 3               | 4               | —               | —               | —               | 16              | - Hàn: 930,879                 | Crush                     |
| "Goodbye" (안녕)                                              | 2017 | 23              | —               | —               | —               | 109             | 1               | - Hàn: 160,000 - Mỹ: 5,000     | Đĩa đơn không thuộc album |
| "—" tức là đĩa đơn không được phát hành hay xếp hạng tại đây. |      |                 |                 |                 |                 |                 |                 |                                |                           |

### Góp giọng
| Tên                                                     | Năm  | Album      |
| ------------------------------------------------------- | ---- | ---------- |
| "She's So (Outta Control)" (M-Flo featuring 2NE1)       | 2012 | Square One |
| "Gettin' Dumb" (will.i.am featuring apl.de.ap and 2NE1) | 2013 | #willpower |

### Đĩa đơn quảng bá
| Tên                                        | Năm  | Ghi chú                                                 | Album |
| ------------------------------------------ | ---- | ------------------------------------------------------- | ----- |
| "Don't Stop the Music (Yamaha Fiore ver.)" | 2010 | Bài hát tiếng Hàn quảng cáo Yamaha Fiore                | —     |
| "Be Mine"                                  | 2012 | Bài hát tiếng Anh quảng bá dự án Intel Make Thumb Noise | —     |
| "Take The World On"                        | 2013 | Bài hát tiếng Anh quảng bá dự án Intel Ultrabook        | —     |

## Các bài hát khác có xếp hạng
| Title                                                                        | Year | Peak positions | Peak positions | Peak positions | Peak positions | Sales                 | Album        |
| Title                                                                        | Year | KOR Gaon       | KOR Hot 100    | JPN            | US World       | Sales                 | Album        |
| ---------------------------------------------------------------------------- | ---- | -------------- | -------------- | -------------- | -------------- | --------------------- | ------------ |
| "You and I" (Bom solo)                                                       | 2010 | 36             | —              | —              | —              | - KOR: 996,381+       | To Anyone    |
| "Please Don't Go" (CL and Minzy)                                             | 2010 | 30             | —              | —              | —              |                       | To Anyone    |
| "I Don't Care" (Reggae remix)                                                | 2010 | 92             | —              | —              | —              |                       | To Anyone    |
| "Can't Nobody" (English version)                                             | 2010 | 84             | —              | —              | —              |                       | To Anyone    |
| "I'm Busy" (난 바빠)                                                         | 2010 | 14             | —              | —              | —              | - KOR: 902,101        | To Anyone    |
| "Love Is Ouch" (사랑은 아야야)                                               | 2010 | 13             | —              | —              | —              | - KOR: 903,293        | To Anyone    |
| "Kiss" (Dara feat. CL)                                                       | 2010 | 73             | —              | —              | —              |                       | To Anyone    |
| "Don't Stop the Music" (New version)                                         | 2011 | 25             | —              | —              | 10             | - KOR: 618,778        | 2NE1 (Nolza) |
| "I Am the Best" (Japanese version)                                           | 2011 | —              | —              | 53             | —              | - JPN: 100,000 (Gold) | 2NE1 (Nolza) |
| "Like a Virgin"                                                              | 2012 | —              | —              | 79             | —              |                       | Collection   |
| "Crush" (Japanese version)                                                   | 2014 | —              | —              | 20             | —              |                       | Crush        |
| "Crush" (Korean version)                                                     | 2014 | 7              | 9              | —              | 7              | - KOR: 487,941        | Crush        |
| "If I Were You" (살아 봤으면 해)                                             | 2014 | 8              | 7              | —              | 24             | - KOR: 806,471        | Crush        |
| "Good to You" (착한 여자)                                                    | 2014 | 11             | 11             | —              | —              | - KOR: 344,805        | Crush        |
| "Happy"                                                                      | 2014 | 14             | 17             | —              | 15             | - KOR: 371,207        | Crush        |
| "MTBD" (멘붕) (CL solo)                                                      | 2014 | 15             | 35             | —              | 9              | - KOR: 647,690        | Crush        |
| "Scream" (Korean version)                                                    | 2014 | 17             | 18             | —              | 20             | - KOR: 327,020        | Crush        |
| "Baby I Miss You"                                                            | 2014 | 16             | 22             | —              | —              | - KOR: 281,236        | Crush        |
| "Come Back Home" (Unplugged version)                                         | 2014 | 28             | 39             | —              | —              | - KOR: 94,173         | Crush        |
| "—" denotes releases that did not chart or were not released in that region. |      |                |                |                |                |                       |              |

## DVDs
| Năm                                   | Tên                                                                           |
| ------------------------------------- | ----------------------------------------------------------------------------- |
| 1st Live Concert Nolza! Live in Seoul | - Released: ngày 21 tháng 12 năm 2011 - Label: YG Entertainment - Format: DVD |
| 1st Japan Tour Nolza in Japan         | - Released: ngày 29 tháng 2 năm 2012 - Label: YGEX - Format: DVD              |
| 2NE1 TV Season 1 Box                  | - Released: ngày 21 tháng 3 năm 2012 - Label: YGEX - Format: DVD              |
| 2NE1 TV Season 2 Box                  | - Released: ngày 21 tháng 3 năm 2012 - Label: YGEX - Format: DVD              |
| New Evolution Global Tour in Seoul    | - Released: ngày 16 tháng 1 năm 2013 - Label: YG Entertainment - Format: DVD  |
| 2NE1 TV Season 3 Box                  | - Released: ngày 3 tháng 3 năm 2013 - Label: YGEX - Format: DVD               |
| New Evolution Global Tour in Japan    | - Released: ngày 13 tháng 3 năm 2013 - Label: YGEX - Format: DVD, Blu-ray     |

## Music videos
| Year                            | Title                                | Director(s)    | Reference         |
| ------------------------------- | ------------------------------------ | -------------- | ----------------- |
| 2009                            | "Lollipop" (with Big Bang)           | Seo Hyun-seung | [ cần dẫn nguồn ] |
| 2009                            | "Fire" (Space Version)               | Seo Hyun-seung | [ cần dẫn nguồn ] |
| 2009                            | "Fire" (Street Version)              | Seo Hyun-seung | [ cần dẫn nguồn ] |
| 2009                            | "I Don't Care"                       | Seo Hyun-seung | [ cần dẫn nguồn ] |
| 2009                            | "Kiss" (Dara solo)                   | Seo Hyun-seung | [ cần dẫn nguồn ] |
| 2009                            | "You and I" (Bom solo)               | Seo Hyun-seung | [ 53 ]            |
| 2010                            | "Try to Follow Me"                   | Seo Hyun-seung | [ 54 ]            |
| 2010                            | "Clap Your Hands"                    | Seo Hyun-seung | [ 55 ]            |
| 2010                            | "Go Away"                            | Jae Eun-taek   | [ 56 ]            |
| 2010                            | "Can't Nobody"                       | Seo Hyun-seung | [ 57 ]            |
| 2010                            | "It Hurts (Slow)"                    | Kim Hye-jeong  | [ 58 ] [ 59 ]     |
| 2010                            | "Don't Stop the Music"               |                | [ 60 ]            |
| 2011                            | "Can't Nobody" (English version)     | Seo Hyun-seung | [ 57 ] [ 61 ]     |
| 2011                            | "Don't Cry" (Bom solo)               |                |                   |
| 2011                            | "Lonely"                             | Han Sa-min     | [ 62 ]            |
| 2011                            | "I Am the Best"                      | Seo Hyun-seung | [ 63 ]            |
| 2011                            | "I Am the Best" (Japanese version)   | Seo Hyun-seung | [ 63 ]            |
| 2011                            | "Hate You"                           | Mari Kim       | [ 64 ]            |
| 2011                            | "Ugly"                               | Han Sa-min     | [ 64 ]            |
| 2011                            | "Hate You" (Japanese version)        | Mari Kim       | [ 64 ]            |
| 2011                            | "Ugly" (Japanese version)            | Han Sa-min     | [ 64 ]            |
| 2011                            | "Lonely" (Japanese version)          |                | [ 64 ]            |
| 2011                            | "Go Away" (Japanese version)         |                | [ cần dẫn nguồn ] |
| 2012                            |                                      |                | [ cần dẫn nguồn ] |
| "Scream"                        |                                      |                | [ cần dẫn nguồn ] |
| "Be Mine" (Intel Project)       |                                      |                | [ cần dẫn nguồn ] |
| "I Love You"                    | Seo Hyun-seung                       |                | [ cần dẫn nguồn ] |
| "I Love You" (Japanese version) | Seo Hyun-seung                       |                | [ cần dẫn nguồn ] |
| 2013                            | "The Baddest Female" (CL solo)       | Seo Hyun-seung | [ cần dẫn nguồn ] |
| 2013                            | "Falling In Love"                    | Sa Min Han     | [ 65 ]            |
| 2013                            | "Do You Love Me"                     | Seo Hyun-seung | [ 66 ]            |
| 2013                            | "Missing You"                        | Sa Min Han     | [ cần dẫn nguồn ] |
| 2014                            | "Come Back Home"                     | Dee Shin       | [ 67 ]            |
| 2014                            | "Happy"                              | Sa Min Han     | [ cần dẫn nguồn ] |
| 2014                            | "Gotta Be You"                       | Sa Min Han     | [ cần dẫn nguồn ] |
| 2014                            | "Falling In Love" (Japanese version) | Sa Min Han     | [ cần dẫn nguồn ] |
| 2014                            | "Do You Love Me" (Japanese version)  | Seo Hyun-seung | [ cần dẫn nguồn ] |
| 2014                            | "Missing You" (Japanese version)     | Seo Hyun-seung | [ cần dẫn nguồn ] |
| 2014                            | "Happy" (Japanese version)           | Sa Min Han     | [ cần dẫn nguồn ] |
| 2014                            | "Gotta Be You" (Japanese version)    | Seo Hyun-seung | [ cần dẫn nguồn ] |
| 2014                            | "Come Back Home" (Japanese version)  | Dee Shin       | [ 67 ]            |
| 2014                            | "Crush" (Japanese version)           | Seo Hyun-seung | [ cần dẫn nguồn ] |